# 乳

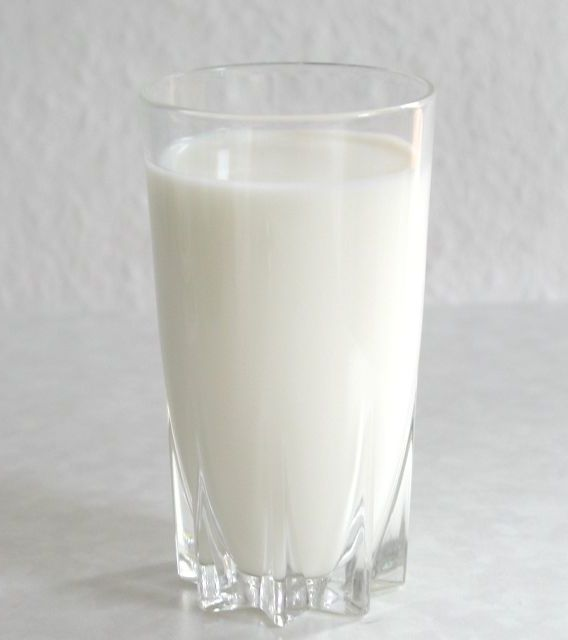
牛奶是人類社會最普遍的乳品

乳或稱乳汁，俗作奶，为乳状物，是一種哺乳類（包括單孔目）雌性動物（有時為雄性）乳腺的分泌物，也是哺乳類特有的能力之一。它營養豐富，色白、不透光，主要功能是在幼兒能夠自行消化其他食物（即斷奶）之前提供哺育。透過調節能量產生的代謝過程，尤其是葡萄糖和胰島素的代謝，乳汁能夠保護幼兒的消化道，不受病原體、毒素和發炎症狀的侵害，有益幼兒健康。在現今絕大多數人類文明，家畜的乳汁也供人類食用，其中以牛乳為大宗，但也有綿羊、山羊、馬和駱駝等乳源。
動物剛生產後所分泌的乳汁稱為初乳，是用於哺育剛出生的幼兒的，含有多種抗體，可以降低幼兒生病的可能性。人类乳汁一般用于母乳喂养。乳汁的成分依动物种类不同而有所差异，但主要成分相同，包括水、離子（食鹽、礦物質和鈣質）、醣類（乳糖）、脂肪和蛋白質。海洋哺乳動物，例如鯨魚，其乳汁比陸生哺乳動物含有更高的脂肪和營養物質。
乳汁是許多乳製品的原料，例如奶油、和酸奶。它也常用於乳製品加工產業，或製造化工和醫藥產品，如煉乳、奶粉、酪蛋白和乳糖等。常温下的牛乳的pH值介于6.5到6.7之间，因此会稍稍带酸。

## 种类

### 奶源

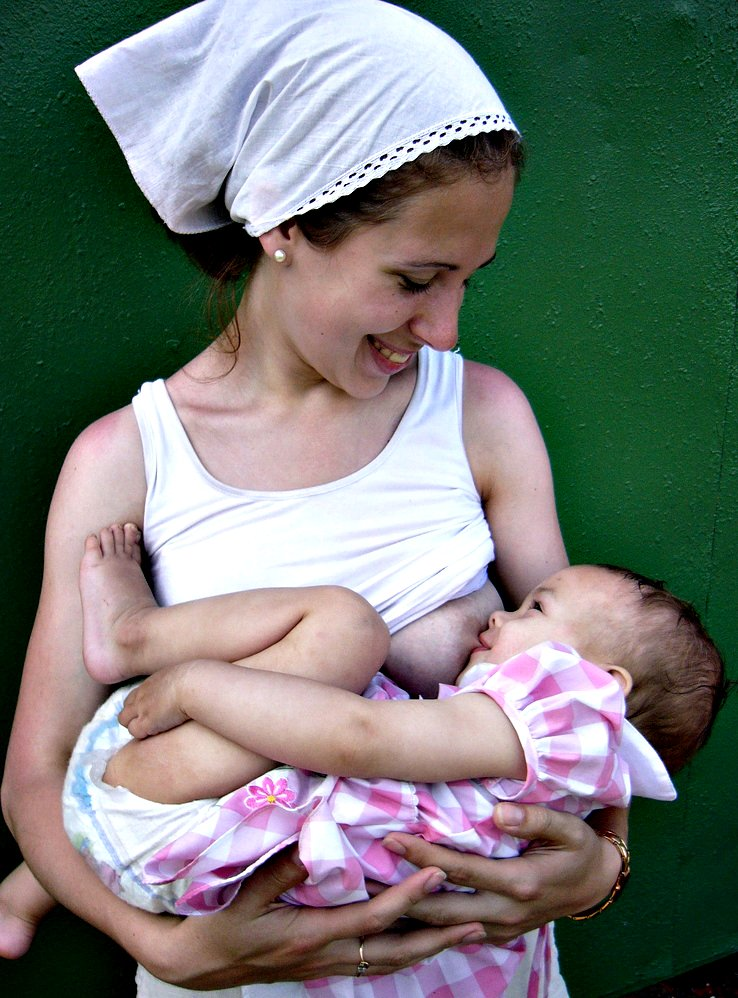
母乳餵養

幾乎所有的哺乳動物都通過哺乳行為，即讓幼兒直接吮吸乳頭或將乳汁儲存在其它容器中以供幼兒飢餓時飲用。產後的動物用自己的乳汁餵養嬰兒的時期稱為哺乳期。人類的哺乳期大約為十個月至一年，世界卫生组织和联合国儿童基金会建議純母乳餵六個月，配合其他副食品餵到二歲，而其他動物的哺乳期則各不相同。
常見的動物乳汁有牛乳、羊乳、馬乳等。

### 定义
- 初乳：哺乳動物分娩後短時間內分泌的乳汁，如牛初乳；初乳以後的乳汁称为後奶。
- 生乳：奶畜乳房中擠出的未經過巴氏消毒等方式加工的常乳。
- 巴氏奶：採用巴斯德消毒法加工过的奶。
- 保久乳：用120°C左右高溫短暫加熱過的奶，保質期比巴氏奶長。

## 外觀
乳脂肪球及較小的酪蛋白膠束都大到足以使光偏轉，因此乳汁會呈不透明的白色。有些品種的乳牛（像根西牛或娟珊牛）乳脂肪球中會帶有橘黃色的胡蘿蔔素，因此奶水會呈金黃色。乳汁中乳清的核黄素會使乳汁呈綠色，有時在脫脂乳品或是乳清製品中也會看到類似情形。脫脂奶中只有酪蛋白可以使光線散射，酪蛋白對於波長較短的光（如藍光）會有較明顯的散射，因此脫脂奶會略呈藍色。

## 成分

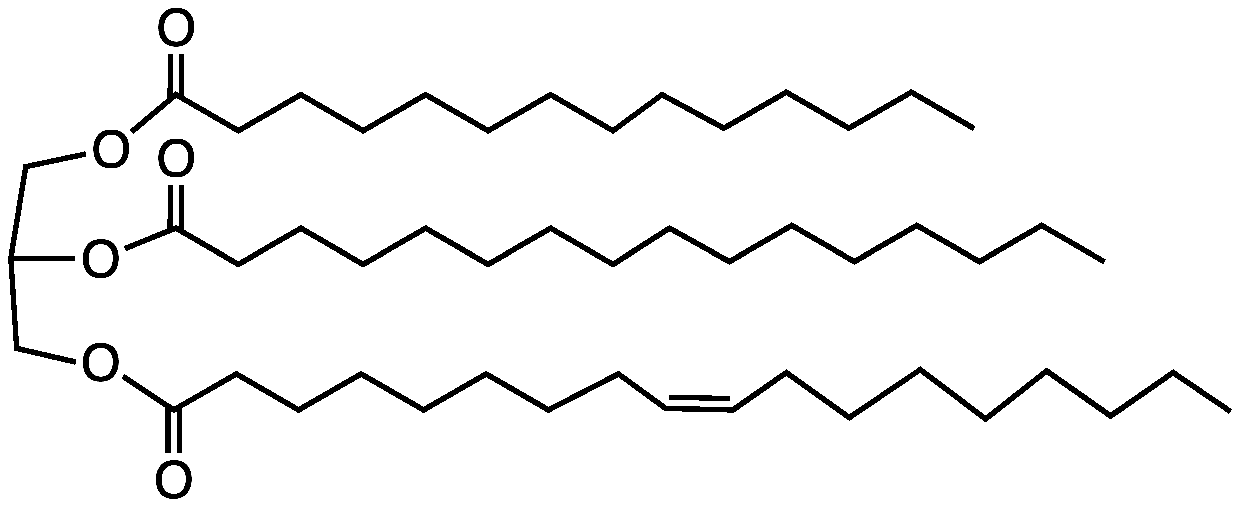
乳脂是由像肉豆蔻酸、棕櫚酸及油酸等脂肪酸形成的三酸甘油脂。

乳汁是由乳脂球分散在水中形成的膠體或乳濁液，其中也會有溶在水中的碳水化合物及蛋白質和礦物質的聚集體。由於乳汁是作為動物新生兒的營養來源，因此其中的成份都是對有益於牠們成長的。動物新生兒的主要需求是能量（脂質，乳糖和蛋白質）、可以提供必需胺基酸的蛋白質（可以在動物體內合成非必需胺基酸）、必需脂肪酸、維生素、無機礦物質以及水。
不同種類的乳汁成分相差很大。例如：
- 人類母乳平均包含1.1%的蛋白質，4.2%的脂肪，7.0%的乳糖。 100克母乳可提供72千卡能量。
- 奶牛乳汁平均包含3.4%的蛋白质，3.6%的脂肪，4.6%的乳糖，0.7%的矿物质[15]。100克牛奶可提供66千卡的能量。（參見下面的營養表格）
- 驴和马的乳汁脂肪含量最低，而海豹和鲸的乳汁脂肪含量超过50%。[16][17]

| 成分                   | 单位 | 奶牛 | 山羊 | 绵羊 | 水牛 |
| ---------------------- | ---- | ---- | ---- | ---- | ---- |
| 水                     | g    | 87.8 | 88.9 | 83.0 | 81.1 |
| 蛋白质                 | g    | 3.2  | 3.1  | 5.4  | 4.5  |
| 脂肪                   | g    | 3.9  | 3.5  | 6.0  | 8.0  |
| ----饱和脂肪酸         | g    | 2.4  | 2.3  | 3.8  | 4.2  |
| ----单元不饱和脂肪酸   | g    | 1.1  | 0.8  | 1.5  | 1.7  |
| ----多元不饱和脂肪酸   | g    | 0.1  | 0.1  | 0.3  | 0.2  |
| 碳水化合物（比如乳糖） | g    | 4.8  | 4.4  | 5.1  | 4.9  |
| 胆固醇                 | mg   | 14   | 10   | 11   | 8    |
| 钙                     | mg   | 120  | 100  | 170  | 195  |
| 能量                   | kcal | 66   | 60   | 95   | 110  |
| 能量                   | kJ   | 275  | 253  | 396  | 463  |

## 乳制品
在大多数人类文化中，人类即使在过了哺乳期以后仍然会食用乳汁或奶制品。为了保存以及运输方便，人类将动物乳汁制成各式各样的奶制品，如奶油、黄油、奶酪、酸奶、克非尔等等。到了现代，人们成功从乳汁中提取出各种营养成分，如酪蛋白、乳清蛋白、乳糖、奶粉、炼奶等等，作为添加剂或调料。
儘管乳汁和乳製品是人類常見的食物之一，全世界有一半以上的人特別是九成以上的華人有乳糖不耐症。乳糖不耐症的原因是小腸無法完全吸收乳汁中的乳糖而導致乳糖在大腸中分解產氣，從而產生噁心、腹瀉、腹脹等症狀。小腸降解乳糖的主要手段是乳糖酶。小肠制造乳糖酶的能力在幼儿时最高，而一般在二、三岁后就开始减退，因此成人对乳汁和乳制品中乳糖的耐受性会比较差。近年來市面上出現了專門針對乳糖不耐人群的無乳糖乳製品（Lactose-Free），以解決此類人群難以消耗乳製品的問題。

## 其他用途
乳類除了當作飲料或是食物外，也有農夫及園丁用乳類作為有機的杀菌剂及肥料，不過其效果仍有爭議。有一種預防葡萄白粉病的方案中有使用稀釋乳，此方案已確定是有效的，而且不太可能會傷害植物本身。